# Pyxine fallax
Pyxine fallax är en lavart som först beskrevs av Alexander Zahlbruckner, och fick sitt nu gällande namn av Kalb. Pyxine fallax ingår i släktet Pyxine och familjen Physciaceae.   Inga underarter finns listade i Catalogue of Life.